# 比利亚卡列多
比利亚卡列多，是西班牙坎塔布里亚的一个市镇。总面积51平方公里，总人口1755人（2001年），人口密度34人/平方公里。